# Virigneux
Virigneux é uma comuna francesa na região administrativa de Auvérnia-Ródano-Alpes, no departamento de Loire. Estende-se por uma área de 11,84 km². Em 2010 a comuna tinha 655 habitantes (densidade: 55,3 hab./km²).